# بوي فريند (أغنية)
«بوي فريند» (بالإنجليزية: Boyfriend)‏ أغنية منفردة (سنغل) من كتابة وغناء المغنية الأمريكية آشلي سمبسون. وصلت إلى مرتبة متقدمة في الأغان العشرين الأول في تصنيف لبيل بورد هوت 100 "Billboard Hot 100".